# Joseph Sonnleithner

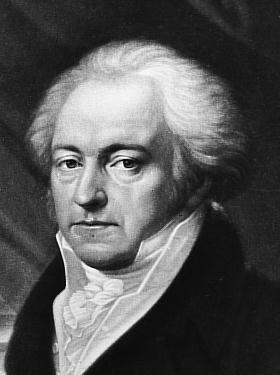
Joseph Sonnleithner

Joseph Sonnleithner (* 3. März 1766 in Wien; † 26. Dezember 1835 in Wien) war ein österreichischer Librettist, Theaterleiter und Archivar.

## Leben
Er war der Sohn von Christoph Sonnleithner, Bruder von Ignaz Sonnleithner sowie Onkel von Franz Grillparzer, Theobald von Rizy und Leopold von Sonnleithner. Von 1804 bis 1814 war er Sekretär des Hoftheaters in Wien und schrieb zahlreiche Libretti, unter anderem für Fidelio von Ludwig van Beethoven, Faniska von Luigi Cherubini und Agnes Sorel von Adalbert Gyrowetz. Sonnleithner war einer der Mitbegründer der Gesellschaft der Musikfreunde in Wien (Gedenktafeln im Foyer des Musikvereins und am Haus Graben 14) und einer der frühesten Volksliedsammler in Österreich. Enge Freundschaft verband ihn mit Franz Schubert und seinem Neffen Grillparzer.
Für seine Porträt-Galerie, die heute in der Gesellschaft der Musikfreunde aufbewahrt wird, gab er bei Anton Depauly auch ein Schubert-Porträt in Auftrag. Sein Humor und seine Bonmots, die jahrzehntelang in der Wiener Gesellschaft kursierten, waren Legende. „Ein sehr verdienstvoller und witziger Mann“ (Joseph Haydn an Johann Peter Salomon am 15. Mai 1799), „auch ein Witzbold wie sein Bruder“ (Franz von Hartmann in seiner Familienchronik).
Sonnleithner hinterließ eine große Sammlung von Materialien zur Geschichte der Musik und des Theaters in Wien, die im Archiv der Gesellschaft der Musikfreunde aufbewahrt wird.

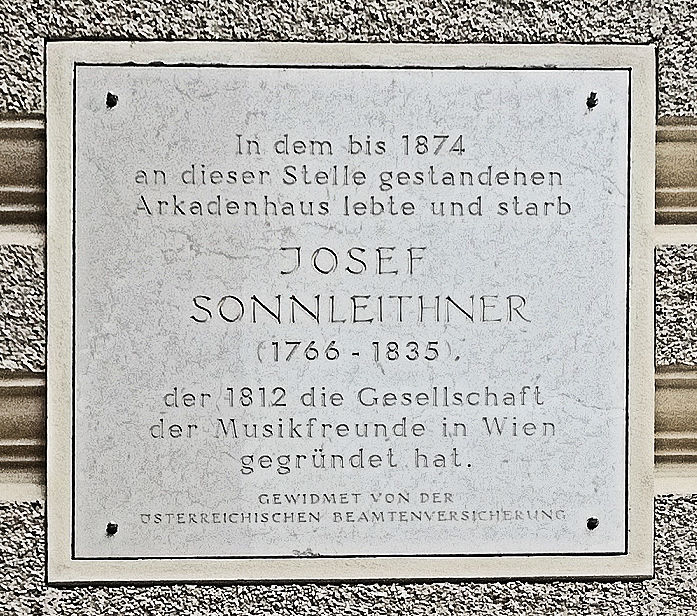
Die Gedenktafel für Joseph Sonnleithner am Haus Graben 14 in ihrem derzeitigen Zustand